# Anne et les Tremblements
Pour plus de détails, voir Fiche technique et Distribution.
Anne et les Tremblements est un court métrage réalisé par Sólveig Anspach et sorti en 2010. Il a été présenté à plusieurs festivals en 2010 et 2011, et sélectionné pour le César du meilleur court métrage 2012.

## Synopsis
Anne doit réorganiser et ranger son appartement, situé au cinquième étage d'un immeuble à proximité d'une ligne de métro, car le passage des rames provoque des vibrations chez elle. Elle écrit à la RATP pour essayer de résoudre le problème.

## Fiche technique
Sauf indication contraire, les informations mentionnées dans cette section peuvent être confirmées par la base de données cinématographiques IMDb,  présente dans la section « Liens externes ».
- Réalisation : Sólveig Anspach
- Scénario : Sólveig Anspach
- Image : Isabelle Razavet
- Musique : Dan Williams
- Montage : Léa Masson
- Durée : 20 minutes
- Date de sortie : 
  - France : 26 novembre 2010

## Distribution
- Anne Morin : Anne
- Bernard Bloch : Monsieur Léonard
- Sabine Macher : une amie
- Alexandrine Serre
- Alexandre Steiger
- Jean-Philippe Urbach : Jean-Philippe

## Commentaires
Inspiré d'une histoire vraie, le film est un mélange entre fiction et réalité. Anne, une amie de Sólveig Anspach, y joue son propre rôle. L'ingénieur du son est filmé en train d'essayer de capter les vibrations.